# 襲国
襲国（そのくに）とは、熊襲の土地、あるいは熊襲の本拠地、または南九州にあった土地のこと。
現在の南九州（宮崎県と鹿児島県の県境）に位置していたと言われており、鹿児島県曽於市（囎唹市）あたりにあったとも言われている。
また襲国は神話、伝説上の話でもある。そして襲国の”襲”と言う文字は、曽於市地方を指す言葉ではないかとも言われている。

## 襲国で使用されていた言語
熊襲民族が使用していた言語については記述がほとんどと無いため、現在はそれについて不明である。

## 襲国周辺について
古代の南九州（曽於市、霧島市も含む）には熊襲などの他にも隼人族（別呼称”はやひと”、”はやびと”）がそこら一帯に住居していたと考えられている。